# Sud-est asiatico
Il Sud-est asiatico o Asia sud orientale è una regione geografica dell'Asia situata a sud della Cina, a est dell'India e a nord dell'Australia, tra l'Oceano Indiano e l'Oceano Pacifico. In base alla ripartizione del mondo effettuata dalle Nazioni Unite, è una delle macroregioni in cui è divisa l'Asia ed è costituito da due regioni geografiche.
- Sud-est asiatico continentale o Indocina
- Sud-est asiatico marittimo o Insulindia

## Geografia fisica

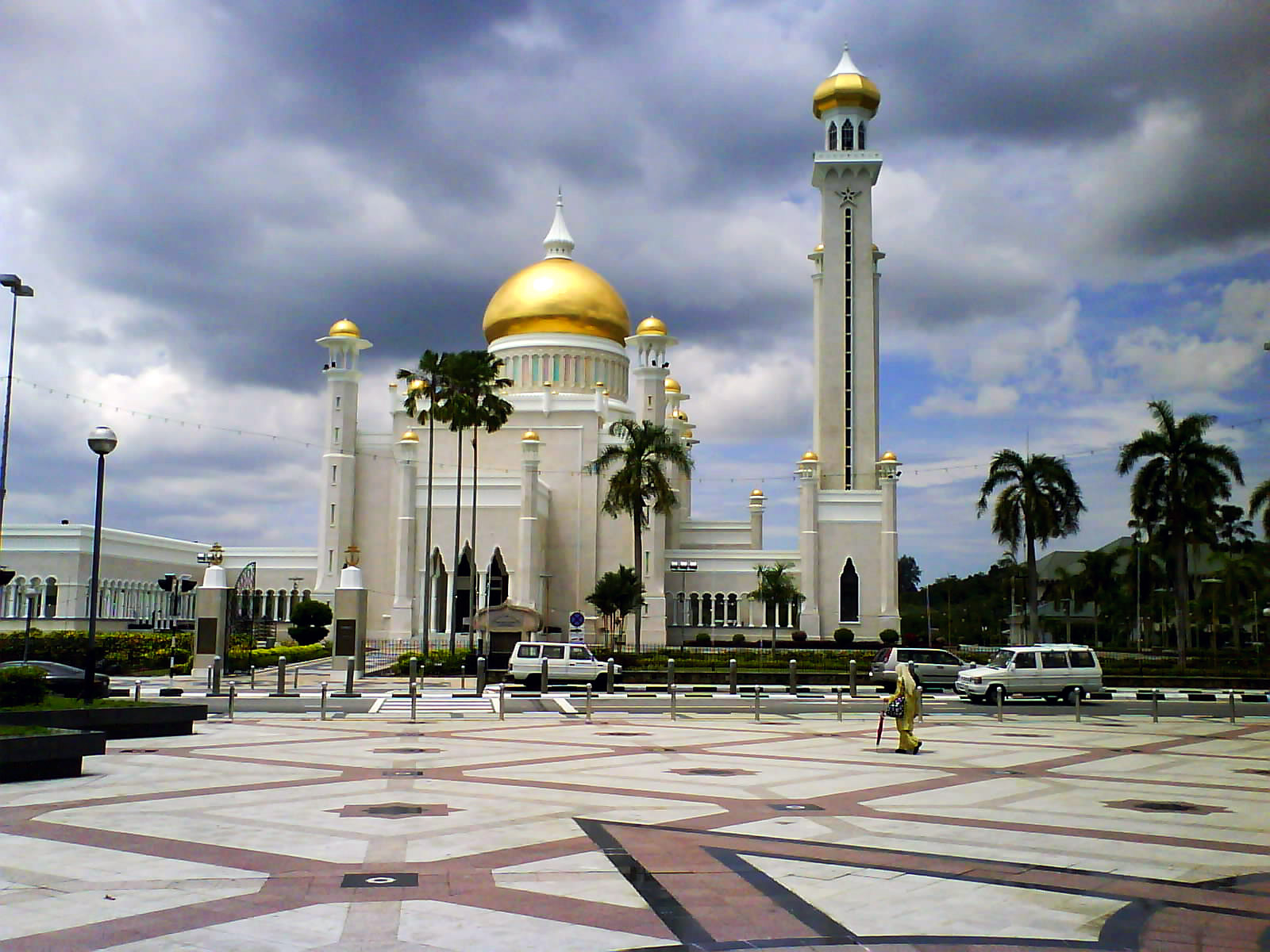
Moschea Omar Ali Saifuddien (Brunei)

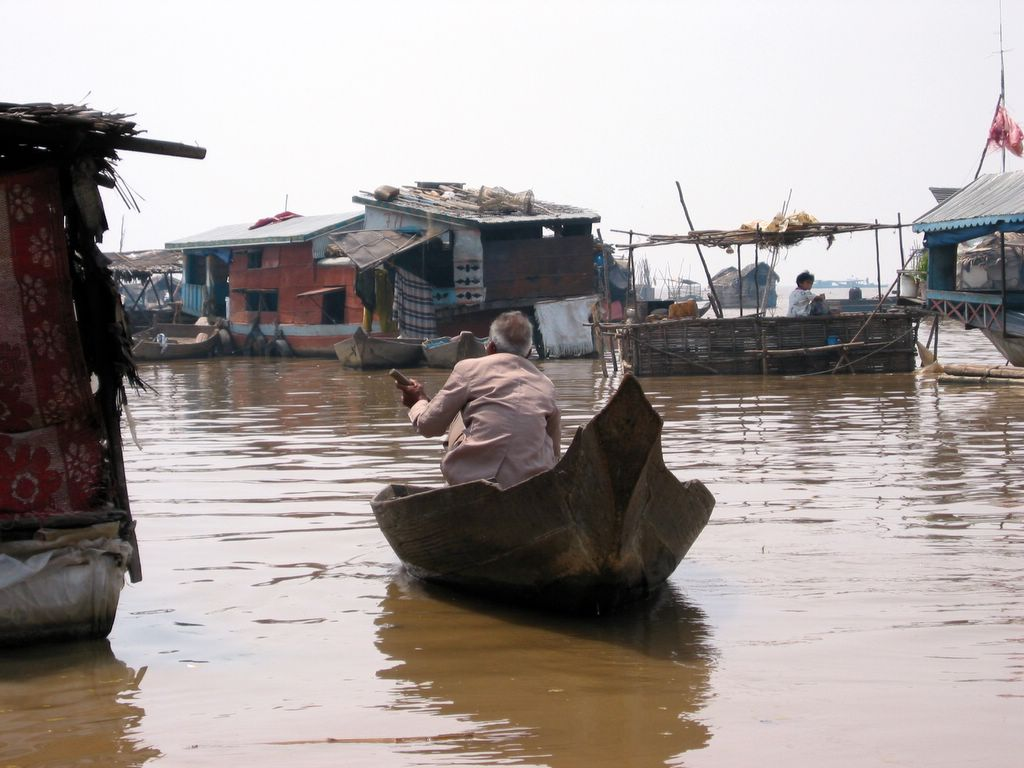
Cambogia

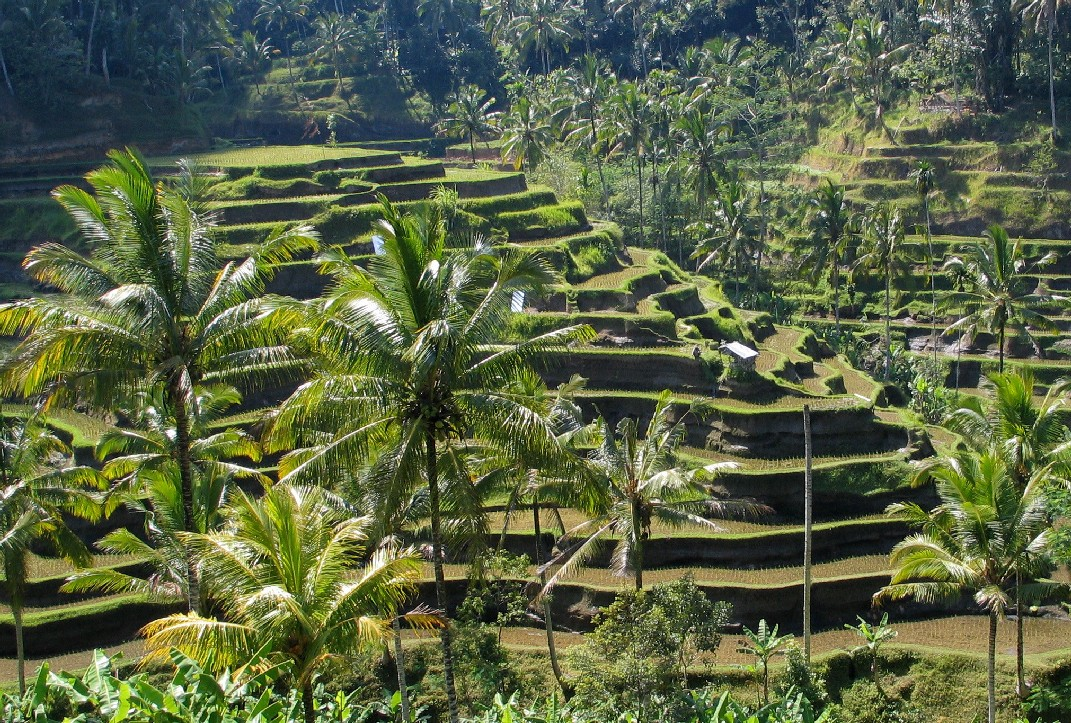
Indonesia (Bali)

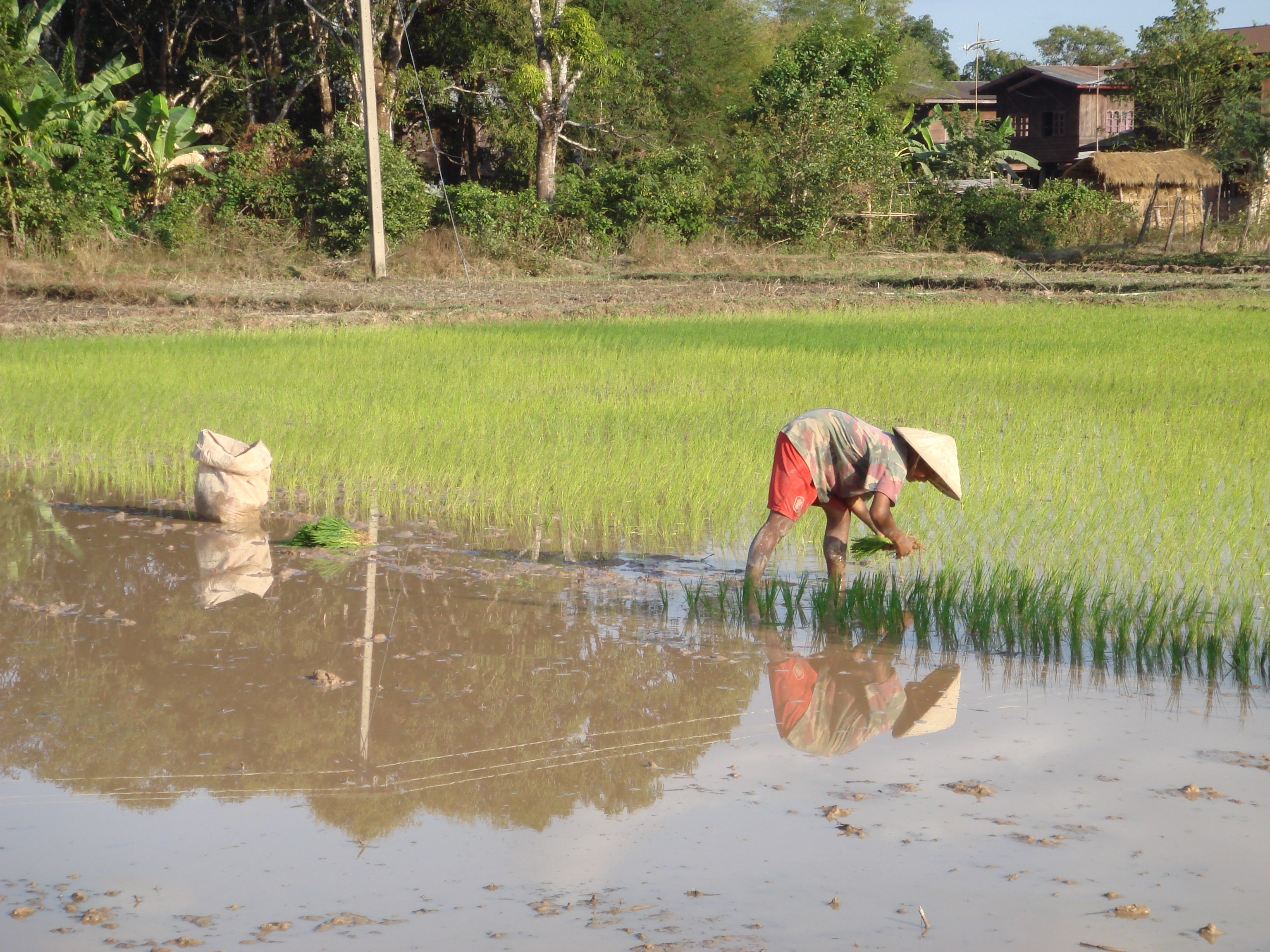
Laos

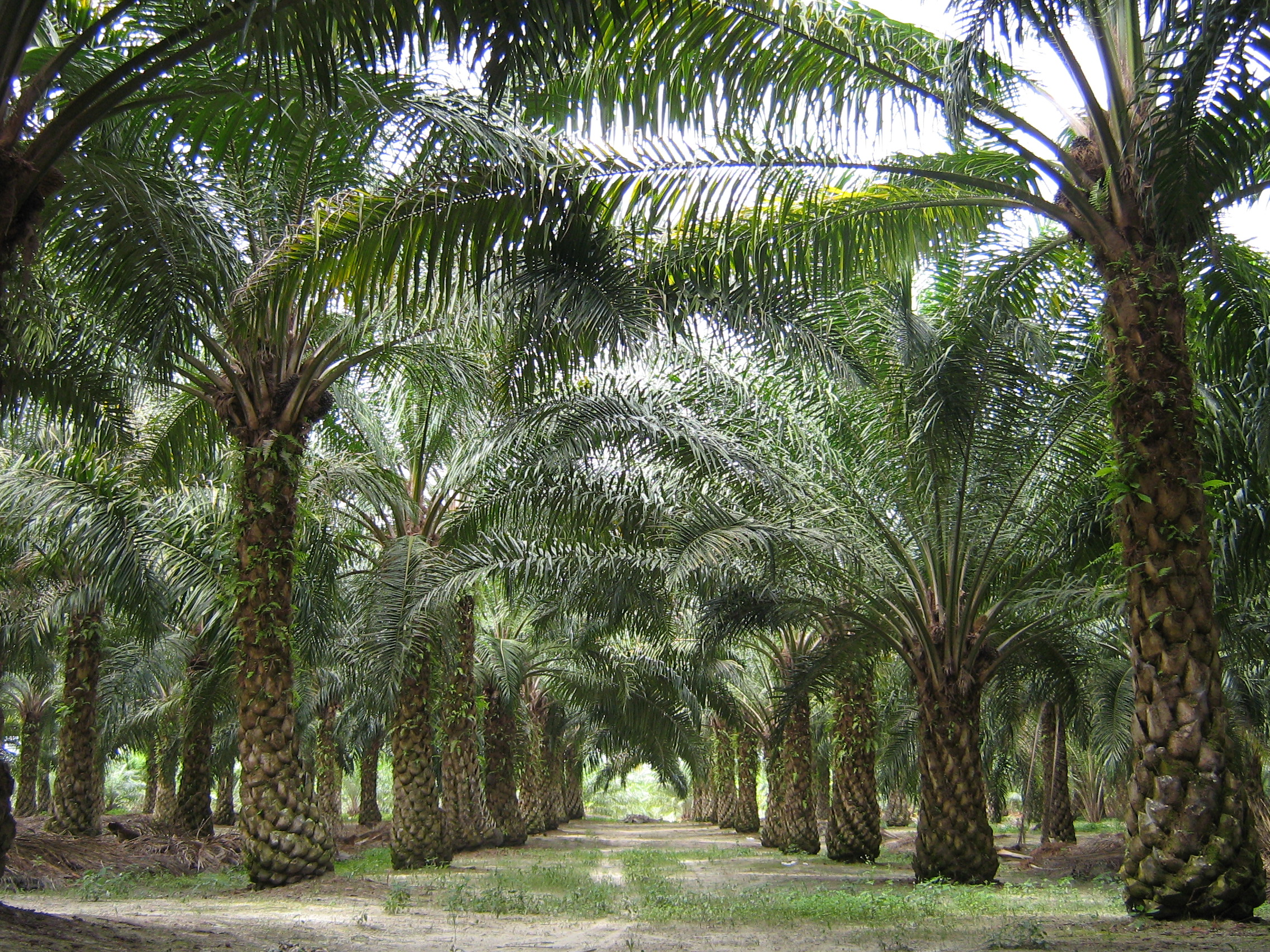
Malaysia

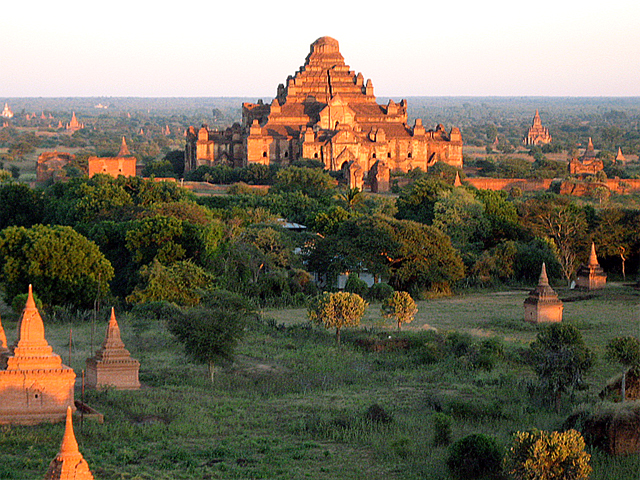
Birmania

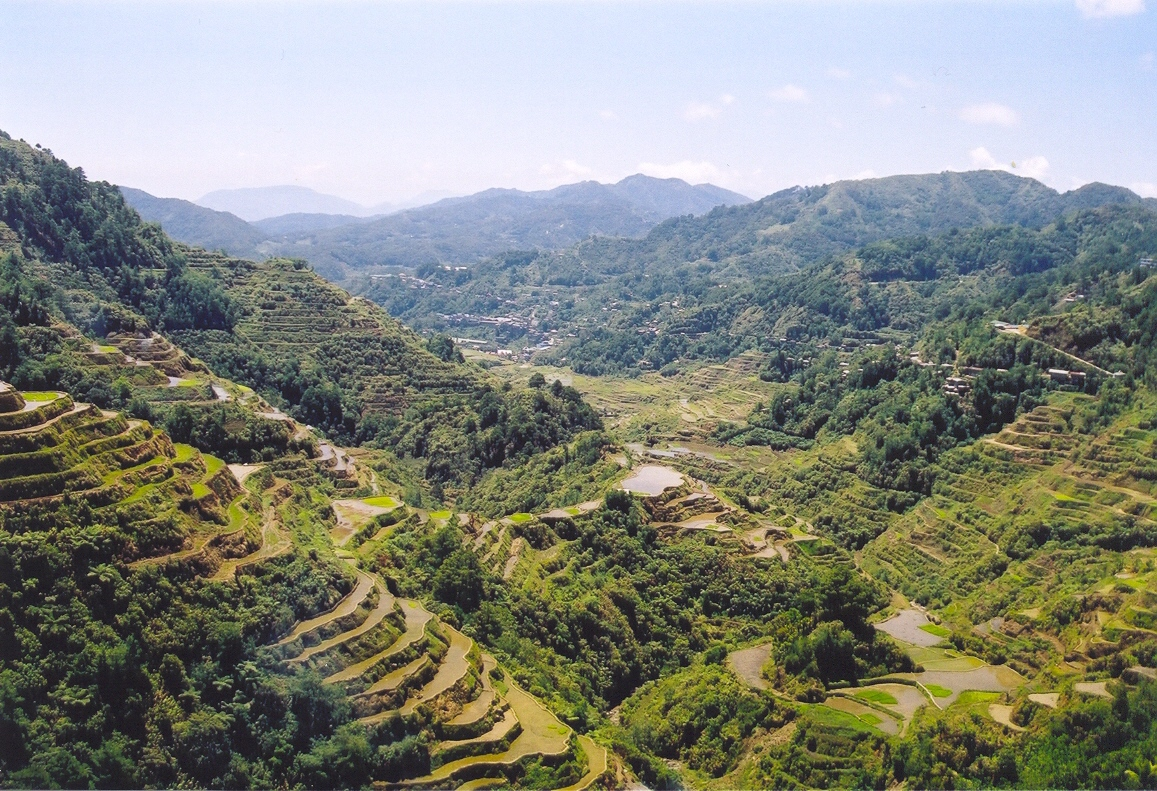
Filippine

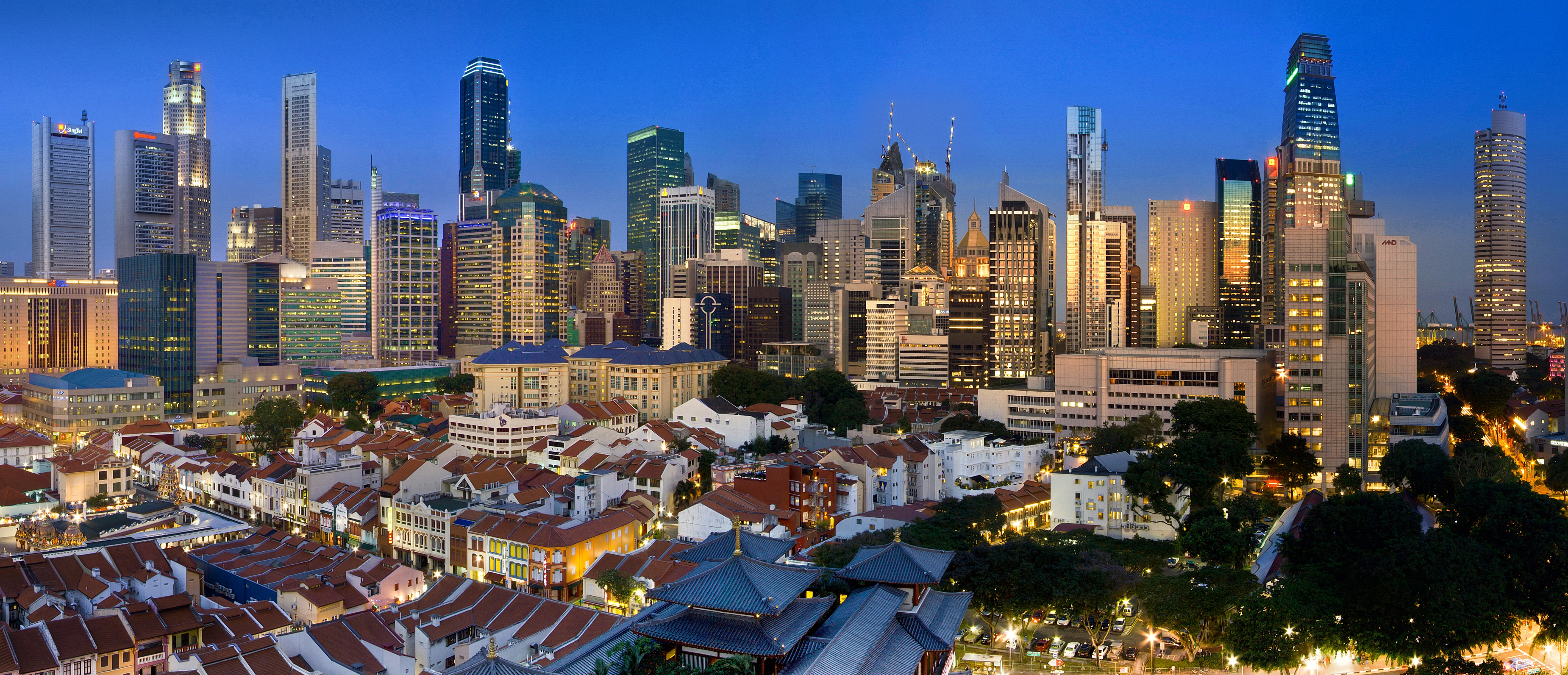
Singapore

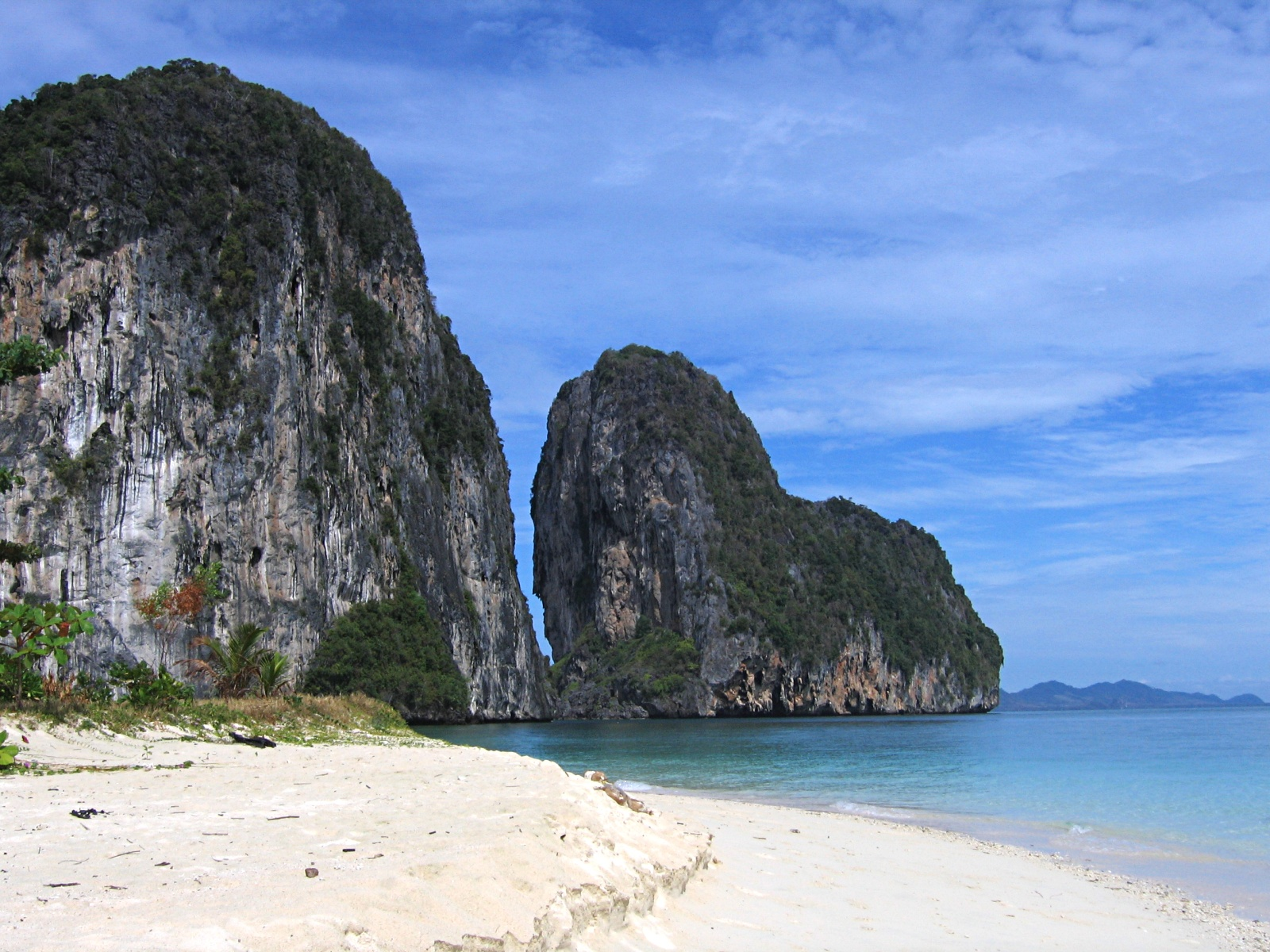
Thailandia

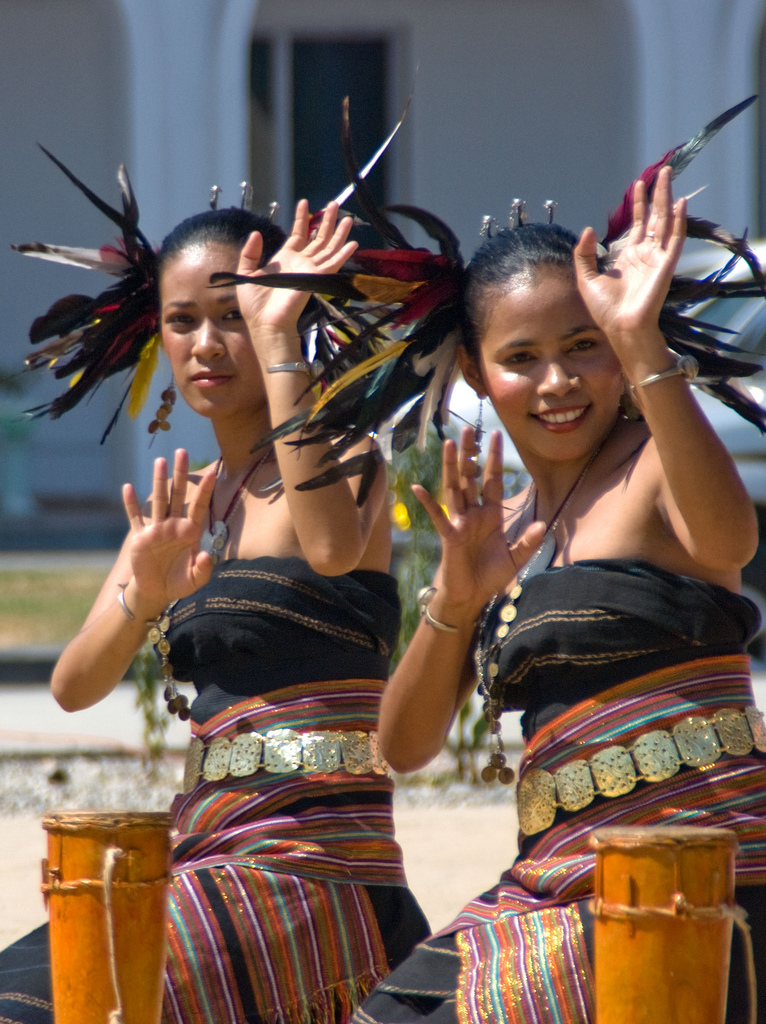
Timor Est

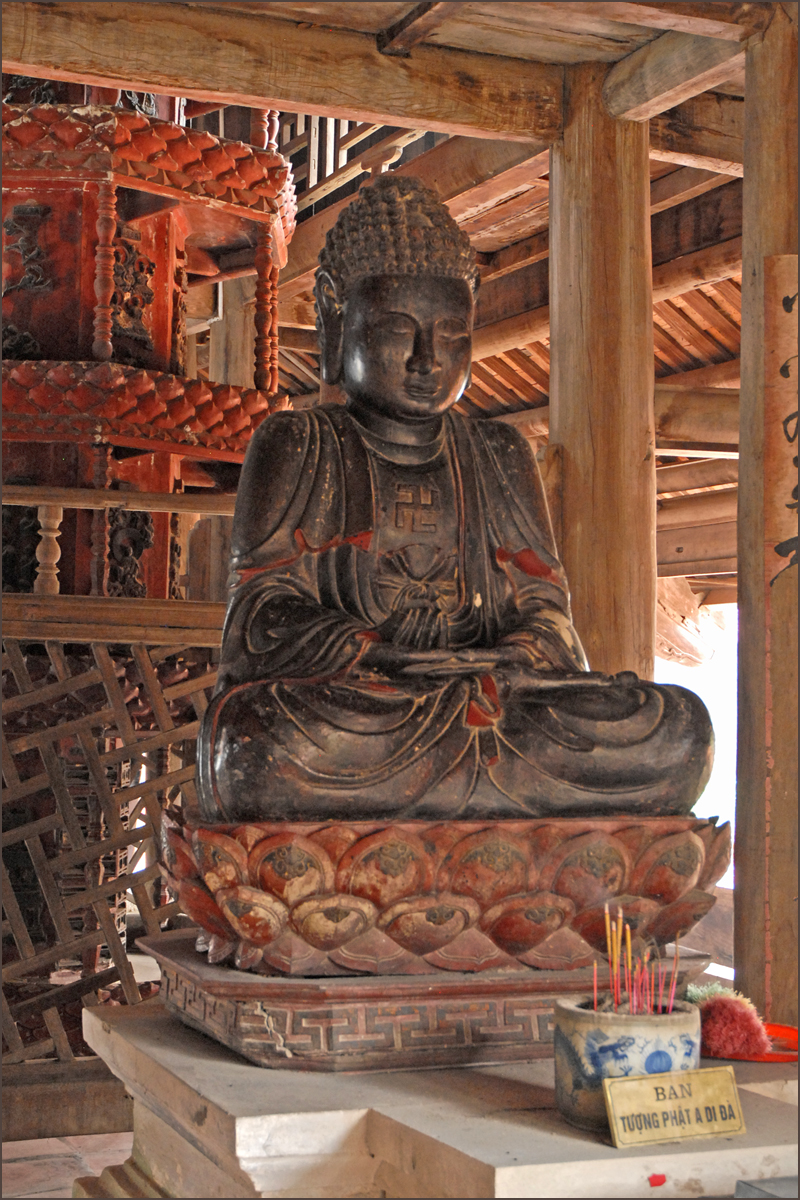
Vietnam

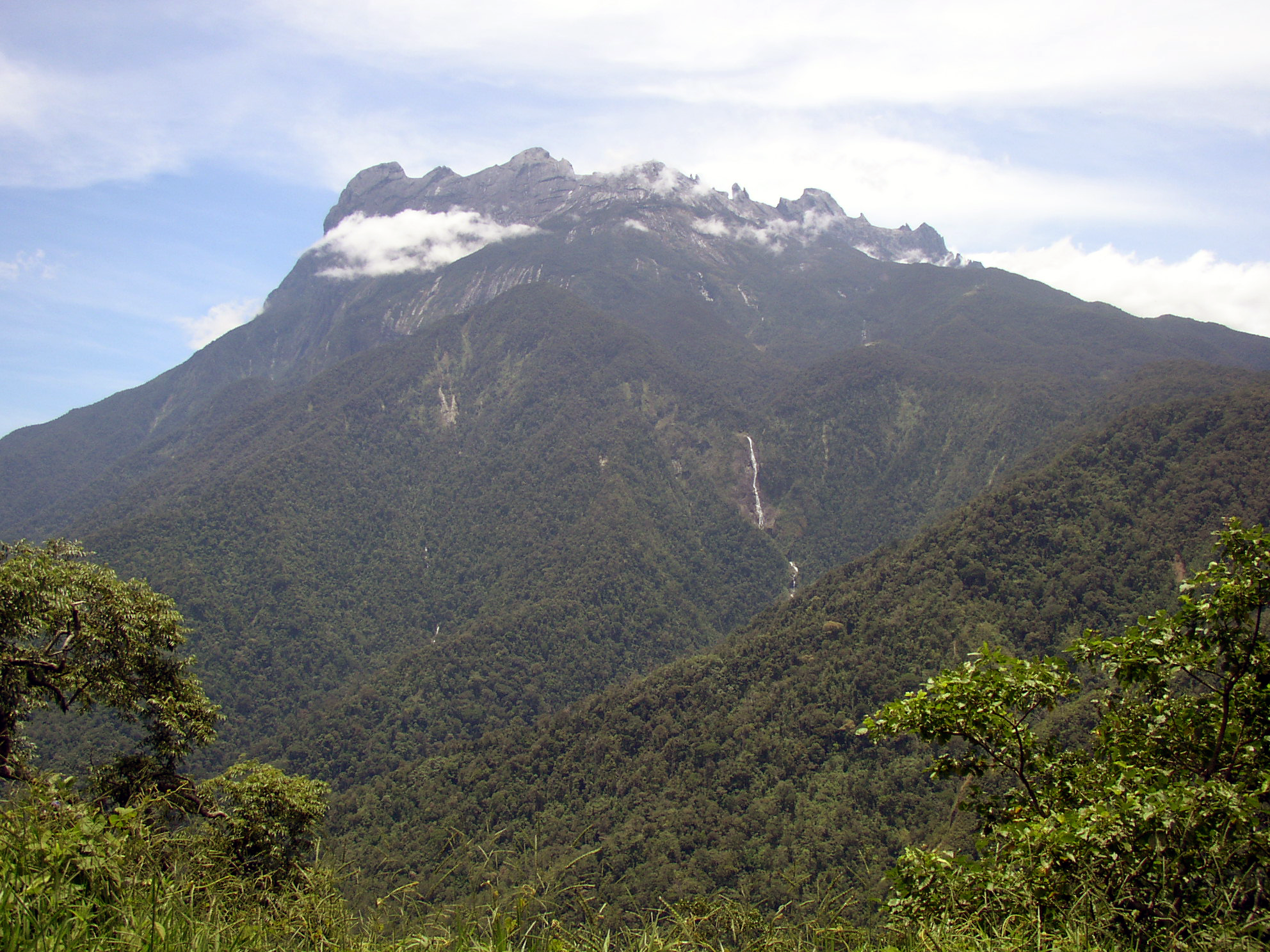
Borneo

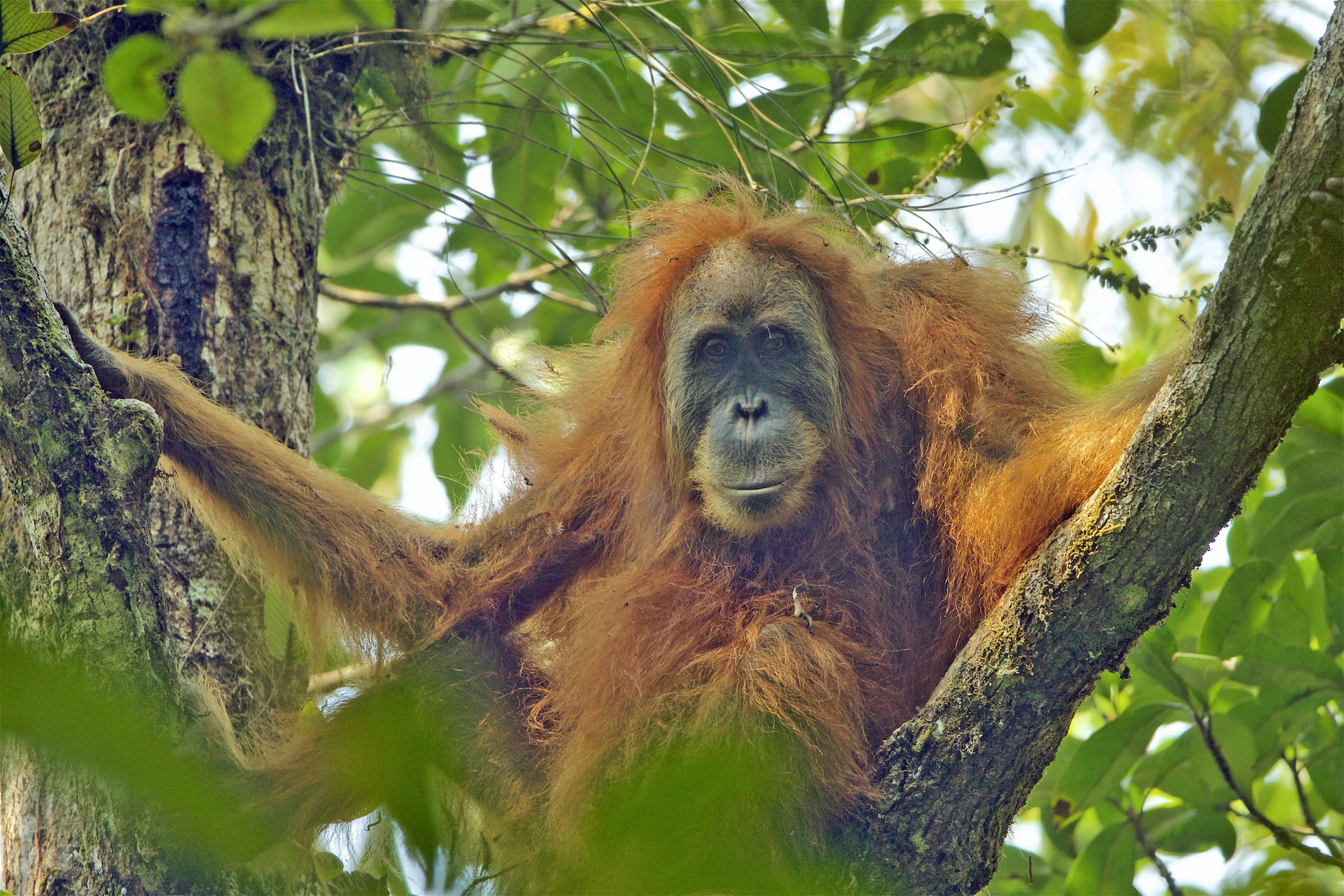
Orango a Sumatra

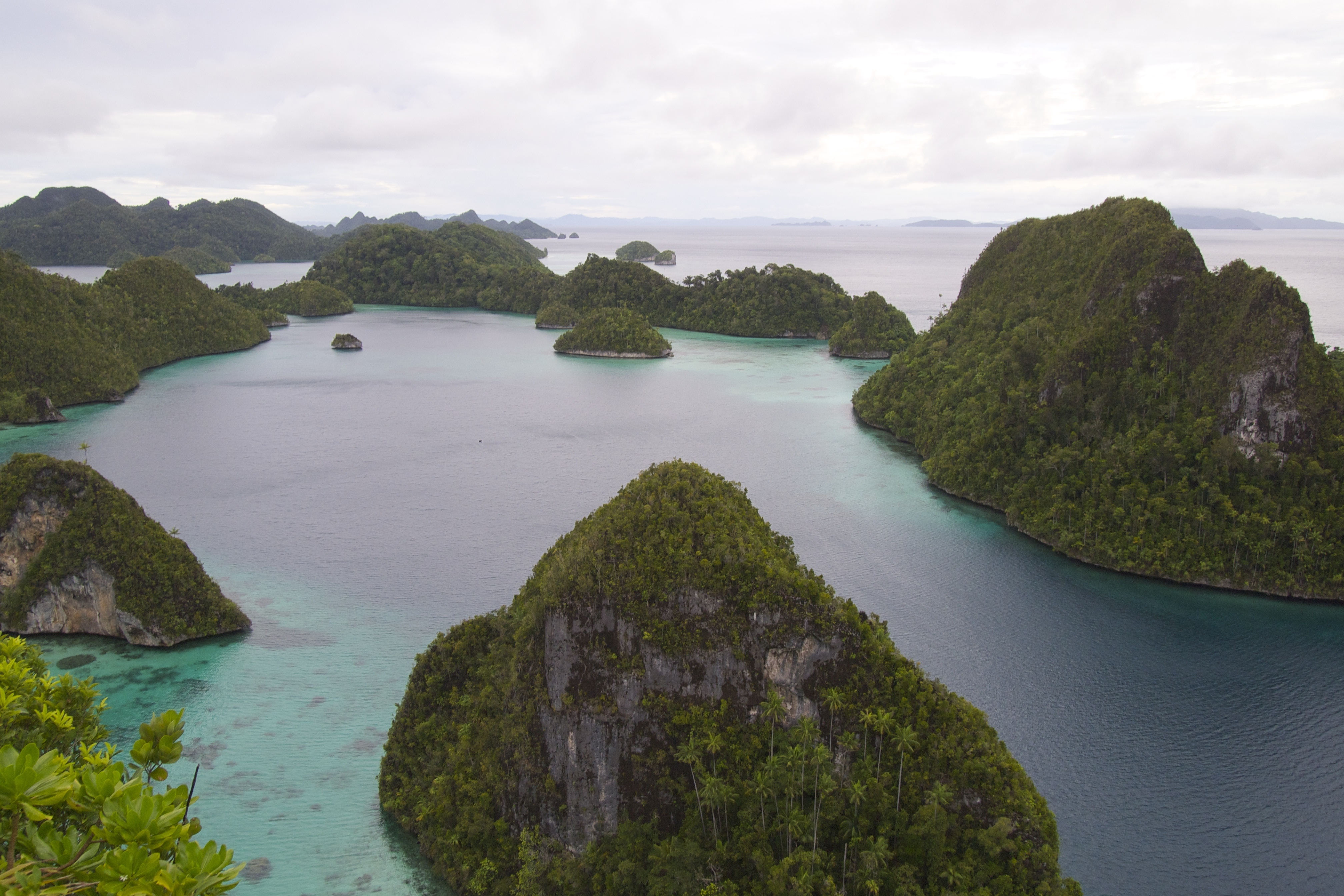
Papua occidentale

L'Asia sudorientale si estende tra India e Cina, tra l'Oceano Indiano e quello Pacifico. La regione, composta da undici stati, è formata dalla grande penisola dell'Indocina e da una miriade di isole sparse in direzione sud est quasi fino all'Australia. La penisola Indocinese è occupata da diverse catene montuose giovani che rappresentano il prolungamento del sistema himalayano. Di esse fanno parte la catena Annamita lungo la costa orientale, e i monti Arakan, ai margini occidentali. Da questi rilievi scendono alcuni fiumi importanti che hanno dato origine ad ampie pianure alluvionali; alcuni sfociano nell'Oceano Indiano altri nel Pacifico. L'estremità meridionale dell'Indocina è costituita dalla Malacca. Le numerosissime isole formano degli arcipelaghi, i maggiori dei quali sono quello indonesiano e quello delle Filippine.
La zona è altamente sismica, numerosi vulcani attivi sono distribuiti in gran parte delle isole. A sud e a est gli arcipelaghi sono fiancheggiati da profonde fosse oceaniche che testimoniano lo sprofondamento della crosta oceanica nello scontro tra le due placche continentali, la pacifica e l'euroasiatica. Le temperature sono elevate e le piogge abbondanti, in particolare in Indonesia e nella parte meridionale della penisola Indocinese. Diffusa è la formazione di tempeste tropicali e cicloni che qui vengono chiamati tifoni, specie nella stagione monsonica. Altrove le piogge sono portate dal monsone estivo. Lungo le coste sono diffuse le foreste di Mangrovie.

## Società

### Popolazione
L'area ospitava nel 2010 circa 593 milioni di abitanti, raddoppiati nei 38 anni successivi al 1972 e aumentati del 48% dopo il 1985. Il 99,8% di questa popolazione risiede all'interno dell'area della ASEAN, dato che pone il Sud-est asiatico come ormai quasi completamente coincidente con il territorio dell'ASEAN. Le maggiori concentrazioni si hanno lungo il corso dei fiumi più importanti dove sorgono grandi villaggi agricoli dediti alla risicoltura. Imponente è stata nella regione negli ultimi secoli l'immigrazione dei cinesi, molti dei quali si sono inseriti ai vertici delle economie nazionali in quasi tutti i Paesi del Sud-est asiatico. I residenti di Singapore di origine cinese erano il 74,1% della popolazione nel censimento del 2010.

### Lingue, etnie e religioni
La regione costituisce una sorta di ponte tra il continente asiatico e l'Oceania ed è sempre stata anche un'area di passaggio tra l'India e la Cina. Infatti le lingue parlate sono molteplici. A parte alcune eccezioni che si trovano nelle isole orientali dell'Indonesia e a Timor Est, le lingue parlate dalle popolazioni indigene della regione sono comprese in cinque famiglie linguistiche.
Di seguito le principali etnie del Sud-est asiatico e l'appartenenza della loro lingua a tali famiglie:
- Lingue austroasiatiche
  - Mon, in Birmania e Thailandia
  - Khmer, in Cambogia, Thailandia e Vietnam
  - Việt, in Vietnam, Laos e Cambogia
- Lingue austronesiane
  - Giavanesi e sundanesi, in Indonesia
  - Malesi, in Malaysia, Indonesia, Thailandia del Sud, Singapore e Brunei
  - Bisaya, nelle Filippine centrali
  - Tagalog, Kapampangan e Panggasinan nelle Filippine settentrionali
- Lingue tai
  - Thai, in Thailandia e Laos
  - Lao, in Laos e Thailandia
  - Tai yuan, in Thailandia del Nord
  - Shan, in Birmania e Thailandia
- Lingue sinotibetane
  - Birmani, in Birmania
  - Karen, in Birmania e Thailandia
- Lingue hmong-mien
  - Hmong, in Vietnam, Laos e Thailandia

Le religioni più diffuse sono l'islam, il buddhismo e il cattolicesimo.

## Politica

### Stati sovrani
Essa include 11 Stati:
- Brunei
- Cambogia
- Indonesia
- Laos
- Malaysia
- Birmania
- Filippine
- Singapore
- Thailandia
- Timor Est
- Vietnam

Oltre a tali stati sono geograficamente considerate parte del sud-est asiatico anche le Isole Andamane, un gruppo di isole nel Golfo del Bengala politicamente dipendenti dall'India.
Tutti gli stati sopra elencati, fatta eccezione per Timor Est, sono membri dell'ASEAN: un'organizzazione nata per promuovere la cooperazione fra gli stati membri dell'unione e per accelerare il progresso economico della regione. Il sud-est asiatico può essere diviso in due ulteriori regioni: l'Indocina (Birmania, Cambogia, Laos, Thailandia, Vietnam) e l'Insulindia (Brunei, Timor Est, Indonesia, Filippine, Malaysia, Singapore).

## Economia
Dalla seconda metà del XX secolo, la regione ha subito grandi trasformazioni, anche culturali. La crescita del turismo e il trasferimento sul suo territorio di imprese straniere contribuiscono ad innalzare il tenore di vita e i modelli di consumo occidentali. La regione è stata storicamente arretrata in termini economici ed essenzialmente legata alla produzione agricola, che è principalmente destinata a soddisfare il consumo locale e costituisce una delle prime voci nell'esportazione. Il riso è una delle colture di primaria importanza.
Sono molto diffuse le piantagioni commerciali fra cui la coltura del caucciù e della palma da olio. In calo sono invece le notevoli risorse forestali, che soffrono di un'intensiva deforestazione e della conseguente conversione in aree agricole. L'area è ricca di giacimenti petroliferi, di carbone, rame e stagno. La delocalizzazione in quest'area è stata favorita dalla sua posizione strategica, e dalla presenza di una manodopera numerosa, poco costosa, disciplinata, preparata ed efficiente. Alcuni indicatori sociali del Sud-est asiatico, come le alte percentuali di mortalità infantile e di analfabetismo, mostrano però in modo inequivocabile le condizioni di arretratezza di questi Paesi. Il clima caldo, l'abbondanza di piogge e la naturale fertilità dei terreni hanno sempre favorito la crescita del riso.

### Asean
Verso la fine del XX secolo, la situazione economica del Sud-est asiatico è sensibilmente migliorata, grazie anche alla maggiore cooperazione tra i Paesi della regione dopo la creazione dell'Associazione delle Nazioni del Sud-est asiatico (ASEAN). Fondata nel 1967 da Singapore, Malesia, Thailandia, Indonesia e Filippine, e ingranditasi poi con l'entrata di Brunei, Vietnam, Laos, Cambogia e Birmania, l'associazione ha come fine lo sviluppo economico, politico e culturale della regione. Secondo gli analisti dell'agenzia austriaca di investimenti Raiffeisen Capital Management, il Sud-est asiatico era nel 2008 la regione con il più alto tasso di crescita economica, e prevedevano che le economie dell'intera Asia avranno uno sviluppo senza pari nel XXI secolo.
Tra le ragioni di tale crescita vi è una maggiore flessibilità rispetto alle grandi economie delle vicine Cina e India, che permette al più ridotto Sud-est asiatico di adattarsi meglio alle esigenze dei mercati internazionali. Altri elementi che favoriscono la crescita sono l'elevato numero di abitanti, i fitti scambi commerciali che nel 2008 avevano raggiunto 1,4 trilioni di dollari, l'abbondanza di risorse naturali e il fatto che la maggior parte dell'economia ASEAN si è resa indipendente dai cicli economici del Nord America e dell'Europa. Buona parte dei prodotti regionali sono venduti a Cina e India e con l'aumento delle esportazioni è aumentata anche la domanda interna, creando di conseguenza un buon equilibrio nel conto delle partite correnti.

### Economie nazionali
La grande recessione che ha colpito i mercati internazionali a partire dal 2007 ha investito anche le economie del Sud-est asiatico, anche se in misura diversa a seconda del coinvolgimento di ogni singolo Paese nei mercati internazionali. La Birmania ad esempio, ancora relativamente isolata nella propria autarchia, ha risentito meno della crisi rispetto agli altri Paesi della regione. In generale la crisi ha comunque frenato la crescita economica e ha aggravato la disoccupazione e il lavoro nero nel Sud-est asiatico.
- L'Indonesia, con i suoi 240 milioni di abitanti, è il più grande Stato del Sud-est asiatico e il più grande Paese musulmano del mondo. Insieme a Filippine, Thailandia, Malesia e Singapore ha fondato l'associazione ASEAN ed è oggi membro del G20 dei paesi più industrializzati. Protagonista di un grande processo di transizione di successo, l'Indonesia si è risollevata dalle difficoltà accentuatesi con la crisi finanziaria asiatica della fine degli anni '90. Ha ora un'economia stabile con un PIL pro capite raddoppiato in sei anni, è inserita di diritto tra i Paesi a medio reddito con un conseguente innalzamento del suo rating da parte delle principali agenzie internazionali.[7]
- Singapore, nonostante le ridotte dimensioni geografiche e la mancanza di risorse naturali, è una delle quattro cosiddette "tigri dell'Asia" insieme ad Hong Kong, Taiwan e Corea del Sud,[8] e un Paese fortemente sviluppato inserito fra i centri finanziari e logistici di importanza mondiale. Dotata di servizi di altissimo livello, infrastrutture modernissime e di un sistema bancario e creditizio all'avanguardia, Singapore è diventata, grazie all'elevato livello tecnologico delle proprie produzioni e alla sua posizione nodale per i traffici marittimi, il centro nevralgico per l'intera area asiatica nei settori ad alto valore aggiunto come la biotecnologia, la chimica farmaceutica e l'elettronica avanzata.[9]
- Le Filippine hanno visto nel 2010 una crescita del 7,6% del PIL, calata al 3,9% nel 2011 in seguito al crollo delle esportazioni di beni e servizi del Paese e risalita nel 2012 al 6,8% e al 7,2% nel 2013. I consumi degli abitanti dell'arcipelago, che rappresentano oltre il 70% del PIL, rimangono in crescita costante. Le esportazioni sono aumentate del 3,6% rispetto al 2013 e del 6% nel 2014-15, con una previsione di aumento intorno al 5% annuo dal 2018. I salari e l'occupazione hanno avuto un aumento limitato a causa del surplus di offerta di lavoro. Con una bilancia commerciale in deficit, i forti afflussi di rimesse dei lavoratori residenti all'estero mantengono il saldo del Paese in positivo.[10]
- La Thailandia è diventata tra gli anni '80 e '90 uno dei nuovi paesi industrializzati ed è economicamente considerata una media potenza a reddito medio;[11] i settori chiave dell'economia thailandese sono soprattutto il settore turistico, manifatturiero e l'export.[12][13]

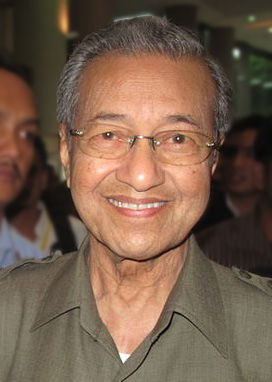
Mahathir Mohamad, uno dei leader più importanti del sud-est asiatico.

- La Malesia è stata protagonista di un grande successo economico sin dagli anni '80 sotto la guida di Mahathir Mohamad; il Paese asiatico grazie anche a delle intelligenti riforme economiche, è diventato uno dei nuovi paesi industrializzati del pianeta, grazie anche alla disponibilità di buone risorse estrattive (petrolio e gas naturale) e all'aumento considerevole dei servizi (turismo ed esportazioni); Nel 2011 c'era una forza lavoro di 11 910 000 occupati,[14] mentre il tasso di disoccupazione era del 3,1;[15] l'economia malese dal 1999 al 2011 ha avuto tassi di crescita alti in media del 5%[16] e il prodotto interno lordo ha avuto una crescita vertiginosa.[17]
- La Birmania dopo decenni di stagnazione, embargo e isolamento economico, nel 2011 si è aperta alla democrazia, è stata ammessa al libero mercato e ha registrato una forte e veloce crescita economica in tutti i settori con picchi superiori all'8% annuo;[18] parecchi analisti l'hanno considerata come la nuova frontiera economica per l'Asia, grazie ad abbondanti risorse economiche, e a una posizione geograficamente ed economicamente strategica, tra India e Cina; se il paese avesse continuato l'impetuosa crescita a questi ritmi, si era stimato che avrebbe potuto quadruplicare la sua economia entro il 2030 grazie soprattutto agli investimenti sull'industria ad alta tecnologia[19]. Il colpo di Stato militare del 2021 e la nuova sanguinosa repressione sulle opposizioni hanno portato le nuove sanzioni da parte dei Paesi dell'Occidente, mentre i maggiori Paesi asiatici e la Russia non hanno cambiato i loro rapporti con la Birmania. Questa situazione ha sollevato interrogativi sul futuro dell'economia birmana.[20]
- Il Vietnam dopo gli sconvolgimenti dovuti alle guerre, ha saputo risollevarsi alla grande economicamente; dal 1975 il governo ha aperto economicamente il paese al libero mercato e ha stipulato accordi e riforme che hanno permesso una grandissima crescita economica con picchi di crescita del 7%-8% che si protrae ancora oggi dopo due decenni ininterrotti, permettendo di abbattere il livello di povertà e conseguentemente di favorire gli investimenti esteri, le esportazioni e l'afflusso turistico[21].
- Il Laos dal 1986 ha intrapreso riforme economiche, che hanno dato slancio alla piccola economia del paese asiatico senza sbocco sul mare; recentemente infatti il paese ha registrato una veloce crescita economica con picchi di crescita del Pil del 6,4% soprattutto grazie all'aumento delle esportazioni e del turismo.[22]
- La Cambogia ha ancora oggi nel 2017 un'economia debole, nonostante la crescita in questi ultimi anni.[23] Il CIA World Factbook riporta una crescita economica del 10% dal 2004 al 2007 grazie all'espansione del settore vestiario, del turismo, del settore edile e dell'agricoltura. Il paese ha subito però un duro colpo dalla crisi economica globale.[23] Il CIA World Factobook riporta un calo dell'economia del 7% nel 2008.
- Timor Est è un paese ancora poverissimo nel 2017; dal 2008 però l'economia timorese è in forte crescita, grazie allo sfruttamento dei giacimenti di gas naturale e petrolio trovati in fondo al mare; le statistiche riportavano una crescita superiore all'8% annuo, inferiore in Asia solo a quella della Mongolia;[24] oltre a questo sono aumentati anche gli investimenti dei residenti che hanno deciso di aprire attività e anche quelli stranieri;[25] il turismo è ancora poco sviluppato, ma ha grandissime potenzialità di crescita grazie al mare pressoché incontaminato[26]; secondo stime governative, se la crescita economica rimarrà tale per un lungo periodo di tempo, entro il 2030 il paese potrebbe diventare una potenza a medio reddito.

Il turismo è considerato un fattore chiave nello sviluppo della regione. Le entrate provenienti dal settore turistico nel 2014 hanno rappresentato il 9% dell'intero prodotto interno lordo thailandese, in Cambogia nel 2006 il 15%.